# Йонна течност
Понятието йонна течност се използва за органични соли с температура на топене по-ниска от приблизително 100 °C. Въпреки че такива съединения са известни отдавна, едва пред последните десетина години започва тяхното по-интензивно изследване. Те притежават интересни и необичайни свойства които могат да намерят приложение в електрохимията, органичната химия, химическата индустрия и др.

## Строеж
Йонните течности са съставени от йони – голям ораничен катион и органичен или неорганичен анион. Типични катиони са имидазолиев, пиролидиниев, амониев или фосфониев, като голяма част от познатите и изучени йонни течности са базирани на първия вид. Към катиона обикновено са прикрепени различни по брой и големина органични групи. Анионите могат да бъдат най-разнообразни: от малки неорганични халогенидни йони (хлориден, бромиден и др), сулфати, нитрати и др. до по-големи органични аниони като етилсулфатен, трифлуороацетатен трифлуорометилсулфониламиден и др.

## Свойства
Поради йонния си строеж тези съединения на практика не се изпаряват – налягането на наситените им пари е почти нулево. По тази причина те не са леснозапалими. Горене на йонни течности е известно в литературата, но при специални условия. Вредни емисии във въздуха са на практика изключени при работата с йонни течности. По тези причини те могат да заместят редица (отровни или вредни) органични разтворители, които се прилагат масово в химическата индустрия и да допринесат за по-безопасни и екологично чисти производства.
Йонният им строеж ги прави различни от конвенционалните разтворители/реактиви, които са съставени от молекули и не дисоциират. При извършване на реакции в йонни течности те взаимодействат по различен начин с изходните вещества и/или с катализатора и променят кинетиката, механизма или селективността на реакцията, типични за същата реакция в молекулярни разтворители. В някои случаи промяната е толкова драстична, че това води до изцяло нова реакция и продукти.
Голяма част от известните йонни течности имат плътност по-голяма от тази на водата (> 1 g/cm3) и се характеризират със сравнително висок вискозитет (от няколко десетки до няколкостотин mPa*s). В зависимост от състава си йонните течности може да имат висока електропроводимост, което ги прави интересни като електролити в различни видове батерии. Освен това те имат сравнително високо свръхнапрежение при електролиза. При електролиза на алуминиеви соли, разтворени в (безводни) йонни течности, на катода се отделя алуминий (докато получаването на алуминий по електрохимичен път из водни разтвори не е възможно! Конвенционалният метод за получаване на алуминий изисква по тази причина суровината да се стопи при високи температури, около 1000 °C).
Много от йонните течности са хигроскопични и трябва да се съхраняват в ексикатор.
Свойствата на тези съединения зависят до голяма степен от техния строеж (вид на катиона, аниона и прикрепените към тях органични групи). Чрез целенасочена промяна на строежа им свойствата могат да се „пригодят“ към изискванията на даден процес. По тази причина в англоезичната литература се използва и термина designer solvents.

## Приложение
Известни са сравнително малко значими приложения в индустрията. Като първи промишлен процес се цитира най-често въведеният от BASF метод, наречен BASIL (Biphasic Acid Scavenging utilizing Ionic Liquids). При него 1-метилимидазол (1-MIM) реагира с хлороводород, при което се получава йонна течност.
{\displaystyle \mathrm {1-MIM+HCl\to [HMIM][Cl]} }
Друго известно приложение е т.нар. „йонен компресор“ на фирмата Линде.